# ایزانو (داغستان)
ایزانو (به لاتین: Izano) یک منطقهٔ مسکونی در روسیه است که در داغستان واقع شده‌است.